# Vaccinium laevigatum
Vaccinium laevigatum är en ljungväxtart som beskrevs av Boj. och Michel Félix Dunal. Vaccinium laevigatum ingår i Blåbärssläktet, och familjen ljungväxter. Inga underarter finns listade i Catalogue of Life.